# Observatoř U zelené žáby
Observatoř U zelené žáby byla dočasná astronomická pozorovatelna v Ondřejově, odkud Josef Jan Frič s Františkem Nušlem prováděli přibližně v letech 1901–1905 svá pozorování.

## Historie
V roce 1898 zakoupil Josef Frič na kopci Manda nad Ondřejovem pozemek pro svoji observatoř. Po dobu její výstavby však chtěl provádět pozorování a především vyvíjet a zkoušet svůj nový geodetický přístroj – tzv. cirkumzenitál. Proto si od Eleonory Ehrenbergové (1832–1912, pěvkyně Národního divadla) vypůjčil pozemek na úpatí tohoto kopce a zde si zřídil dočasnou astronomickou pozorovatelnu.
Nazval ji podle vinárny na Starém Městě v Praze, kam František Nušl chodil.
Zdálo by se, že Frič s Nušlem si takto pojmenovali svoji pozorovatelnu jen soukromě; byl to však její oficiální název, protože jej takto uvedli v minimálně dvou svých vědeckých publikacích.
Žáby, které pozorují oblohu, jsou pak zobrazeny i na průčelí staré pracovny ondřejovské observatoře spolu s posledním veršem z básně Jana Nerudy Seděly žáby v kaluži:
        Seděly žáby v kaluži,

    hleděly vzhůru k nebi,

    starý jim žabák učený

    otvíral tvrdé lebi.

        Vysvětloval jim oblohu,

    líčil ty světlé drtky,

    mluvil o pánech hvězdářích

    zove je „Světa krtky“.

(...)

       Umlknul. Kolem horlivě

    šuškají posluchači.

    Žabák se ptá, zdaž o světech

    ještě cos zvědít ráčí.

        „Jen bychom rády věděly,“

    vrch hlavy poulí zraky,

    „jsou-li tam tvoři jako my,

  jsou-li tam žáby taky!“